# 홍성갑
홍성갑(洪性甲, 1992년 8월 2일 ~ )은 전 KBO 리그 한화 이글스의 외야수, 내야수이다.

## 아마추어 시절
천안북일고등학교 시절 봉황기에서 4번 타자로 출전해 첫 우승에 크게 기여했다. 고교 최강을 가리는 왕중왕전에서는 광주일고 유창식을 상대로 연타석 홈런을 쳐 냈다. 고교 시절에는 주로 2루수나 3루수로 활동했다.

## 넥센 히어로즈시절
2011년에 입단하였다.
2014년 공익에서 복귀하자마자 퓨처스 리그에서 229타수 74안타, 17홈런, 55타점, 15도루를 기록해 팀의 차세대 거포 유망주로 기대를 모았다. 화성 히어로즈 구장이 매우 큰 구장임에도 불구하고 장타율 1위를 기록해 주목받았다. 프로 입단 1년차까지 2루수를 맡았지만 공익 복귀 후 체격이 커졌고 타격의 장점을 살리기 위해 1루수와 외야수를 겸했다.
2014년 시즌 2경기에 출전해 5할 타율, 1안타, 1타점을 기록했다.
2015년 시즌 7경기에 출전해 3할대 타율, 3안타, 2타점을 기록했다.
2016년 5월 25일 한화전에서 정우람을 상대로 동점 적시타를 쳐 내 역전 승의 발판을 마련했다. 2018 시즌 이후 방출됐다.

## 한화 이글스시절
마무리 캠프에 들어와 입단 테스트를 받았고, 2018년 12월 3일에 정식 선수로 등록됐다. 2019년 10월 11일에 방출되었다. 그리고 은퇴를 선언했다.

## 트리비아
2015 시즌 시작 후 아프리카 해설로 당시 구단주였던 이장석이 그가 데뷔 때는 상당히 슬림했었는데 공익 근무 기간 동안 운동을 매우 열심히 했다고 밝혔다. 데뷔 당시에 비해 15~18kg를 찌웠다.

## 별명
고교 시절 노스트라이드를 사용하는 타격 폼이 비슷해 학교 직속 선배인 김태균을 본 떠 리틀 김태균이라고 불렸다.

## 경력
- 2009년 제 63회 황금 사자기 전국 고교 야구 대회 타격왕, 최다 안타왕
- 2015년 퓨처스 리그 장타율 1위

## 출신 학교
- 서원초등학교
- 천안북중학교
- 천안북일고등학교

## 통산 기록
| 연도 | 팀명  | 타율  | 경기 | 타수 | 득점 | 안타 | 2루타 | 3루타 | 홈런 | 루타 | 타점 | 도루 | 도실 | 볼넷 | 사구 | 삼진 | 병살 | 실책 |
| ---- | ----- | ----- | ---- | ---- | ---- | ---- | ----- | ----- | ---- | ---- | ---- | ---- | ---- | ---- | ---- | ---- | ---- | ---- |
| 2014 | 넥센  | 0.500 | 2    | 2    | 0    | 1    | 0     | 0     | 0    | 1    | 1    | 0    | 0    | 0    | 0    | 1    | 0    | 0    |
| 2015 | 넥센  | 0.333 | 7    | 9    | 0    | 3    | 0     | 0     | 0    | 3    | 2    | 0    | 0    | 1    | 0    | 4    | 0    | 0    |
| 2016 | 넥센  | 0.226 | 44   | 62   | 4    | 14   | 0     | 1     | 0    | 16   | 7    | 1    | 0    | 1    | 5    | 18   | 2    | 0    |
| 2017 | 넥센  | 0.143 | 7    | 7    | 0    | 1    | 0     | 0     | 0    | 1    | 0    | 0    | 0    | 1    | 0    | 5    | 1    | 0    |
| 2018 | 넥센  | 0.000 | 6    | 8    | 1    | 0    | 0     | 0     | 0    | 0    | 0    | 0    | 0    | 0    | 0    | 3    | 1    | 0    |
| 통산 | 5시즌 | 0.216 | 66   | 88   | 5    | 19   | 0     | 1     | 0    | 21   | 10   | 1    | 0    | 3    | 5    | 31   | 4    | 0    |